# 杜巴利伯爵夫人 (电影)
《杜巴利伯爵夫人》（法語：Jeanne du Barry）是2023年上映的传记劇情片，由法国演员麥雯兼任导演、编剧，麥雯、強尼·戴普、班杰明·拉维赫尼、皮耶爾·理查德、梅尔维尔·珀波和帕斯卡·格雷戈里主演，讲述杜巴利伯爵夫人利用智慧与美貌晋升社会顶层，违背社会封建礼数，成为法国国王路易十五的情妇，在凡尔赛宫引起轩然大波的故事。
电影由法国、比利时与英国三国合拍，由为何不制片公司与德普的IN.2影業联合制作，Le Pacte发行。凭借着2240万美金的製片成本，电影成为2022年成本最高的法国电影，也是预算超过1000万欧元的三部法国电影的其中一部。电影于2023年5月16日作为第76屆坎城影展开幕片首映，同日在法国院线上映，15个月后上线Netflix法国区。

## 梗慨
年轻的珍妮出身于工人阶级，对文化与欢乐有所渴求。她利用自己的智慧与美貌一步步爬上社会顶层，最终得到国王路易十五宠幸。路易十五对珍妮的妓女身份一无所知，却因为她重燃起对生活的渴望。两人最终违背社会礼节而坠入爱河，珍妮因而入主凡尔赛宫，引发轩然大波。

## 阵容
- 麥雯 饰 杜巴利伯爵夫人
- 強尼·戴普 饰 路易十五
- 班杰明·拉维赫尼（英语：Benjamin Lavernhe） 饰 拉波德（La Borde）
- 皮埃尔·理查德（英语：Pierre Richard） 饰 黎塞留伯爵（Le Duc de Richelieu）
- 梅尔维尔·珀波（英语：Melvil Poupaud） 饰 巴里伯爵（Le Comte du Barry）
- 帕斯卡·格雷戈里（英语：Pascal Greggory） 饰 艾吉永公爵（Le Duc d'Aiguillon）
- 英迪亚·海尔（英语：India Hair） 饰 阿德莱德（Adélaïde）
- 苏珊·德·巴克（Suzanne de Baecque）饰 维多利亚（Victoire）
- 卡普辛·瓦尔玛利（Capucine Valmary）饰 露易丝（Louise）
- 迭戈·勒·弗尔（Diego Le Fur）饰 王太子（Dauphin）
- 波琳·波尔曼（Pauline Pollmann）饰 玛丽·安托瓦内特
- 米卡·莱斯科（Micha Lescot）饰 马西（Mercy）
- 諾艾米·勞佛斯基 饰 诺阿耶伯爵夫人（La Comtesse de Noailles）
- 玛丽安娜·巴斯莱（英语：Marianne Basler） 饰 安妮（Anne）
- 罗宾·瑞努奇（英语：Robin Renucci） 饰 迪穆索先生（Monsieur Dumousseaux）

## 制作

### 开发
在接受《时尚芭莎》法国版采访的时候，麥雯表示自己自2006年以来就有执导杜巴利伯爵夫人题材电影的打算，因为当时她看了蘇菲亞·柯波拉的《凡爾賽拜金女》，被艾莎·阿基多饰演的杜巴利伯爵夫人深深打动，事后就开始阅读伯爵夫人的传记。之后10年，麥雯一直想执导一部以杜巴利伯爵夫人为主角的历史电影，但是又怕拍不好，因为成片肯定会被拿来和同题材的其他作品进行比较。她又读了许多伯爵夫人的传记，看了其他一些历史电影，譬如斯坦利·库布里克的《亂世兒女》和亞柏·賽拉的《路易十四的死亡纪事》。看完上面所提到的电影，麥雯发现这三部作品都有一个共同点，就是台词不是特别多。之后她开始写剧本大纲。
在创作剧本的时候，麥雯已经有一位心儀的法国演员，但没有透露對方的姓名。她把剧本给这位演员看的时候，对方没想太多就拒绝。据麥雯回忆，对方感叹「电影已死，Netflix当道」。麥雯又把角色推薦给了另一位法国演员，但对方因为身体原因无法胜任角色。两次碰壁过后，麥雯在他人建议下列出心儀演员名单，范围不再侷限于法国。而名单上排第一的是美国演员強尼·戴普，麥雯把剧本寄了过去，尽管她那时候对此已经不抱希望。2019年的圣诞节前夕，麥雯第一次和強尼·戴普见面，把路易十五的角色推薦給戴普。戴普自己没有读剧本，让有编剧和制片经验的助理斯蒂芬·杜特斯（Stephen Deuters）去读，杜特斯读完后非常喜欢，戴普就这样接受了这个角色。然而第二年的11月，戴普输掉了起诉英国《太阳报》诽谤的官司，麥雯担心戴普不能继续参与演出，于是聯絡了戴普。戴普反而说自己担心麥雯不让他出现在电影里，麥雯听完終於放下心中大石，對強尼・戴普说：没有他，电影沒辦發開拍，因为在她眼裡，戴普是唯一能胜任路易十五角色的人。
2022年1月，官方正式宣布強尼・戴普出演法国国王路易十五。2022年5月，路易·卡黑、皮埃尔·理查德与諾艾米·勞佛斯基加入剧组，角色未公开。在第75屆坎城影展上，德国电影发行公司Wild Bunch卖出了电影的发行权。2022年7月，消息指电影将采用法语发音，由Netflix负责在法国发行。同月，班杰明·拉文赫、梅尔维尔·珀波、帕斯卡·格雷戈里和英迪亚·海尔加盟剧组。

### 拍摄
主体拍摄于2022年7月26日启动，在凡爾賽、巴黎、塞纳-马恩省的沃子爵城堡及香榭城堡拍摄，历时11个星期。2022年8月10日，Why Not Productions披露了德普的定妆照。电影于2022年10月中旬杀青。据法国专栏作家伯纳德·蒙铁尔（Bernard Montiel）在谈話性电视节目《别碰我的电视机》中透露，戴普在剧组期间和导演麥雯发生激烈争吵，一度向对方表示：「你的电影太烂了，如果大家过来看，都是因为我」。后来麥雯在戛纳电影节宣传电影的时候，承认确有此事，认为冲突是因美法两国的文化差异导致。。
2022年11月1日，戴普的另一张剧照公开，Wild Bunch宣布主要地区的发行商已敲定。2022年12月31日，麥雯在《周日日报》的专访中首次谈到电影。她表示这部电影「一點也不搖滚」，和蘇菲亞·柯波拉的《凡爾賽拜金女》不同，会有和史实不相符的内容，希望「忠实党」能来批评。她又提到戴普有能力转换路易十五这个角色，认为戴普是「真正的变色龙演員」，非常喜欢角色转变。至于戴普第一次用法语演戏，麥雯表示电影的对白不是很多，但戴普的表现力给她留下深刻印象，其表现和默片演员差不多。
在这部电影里面，麥雯第一次尝试用35毫米膠片拍摄电影，并以斯坦利·库布里克的《亂世兒女》作为视觉蓝本。身兼导演和主角对麥雯来说也是一个挑战，以至于她在杀青的时候发誓再也不会自导自演。

### 融资与预算
2023年1月初，消息指沙特阿拉伯的红海电影基金会参与电影的融资，基金会首席执行官穆罕默德·图尔基认为电影是「非常独特、非常有野心的传记电影，证明了我们一贯支持新人才，一直与全世界一流的编剧、导演与制片人进行合作」 。
在法国国家电影中心2022年批准的法国领头电影（FIF）中，33%由一位或多位女性执导，《杜巴利伯爵夫人》是其中一部。此外，影片也是历史上预算超过1000万欧元的三部法国电影的其中一部，制片成本高达2240万美元。

## 发行
2023年4月5日，影片宣布成为第76屆坎城影展开幕片，5月16日全球首映，同日在法国院线上映。戛纳电影节总监蒂埃里·弗雷莫在Deadline Hollywood的专访中表示之所以选择《杜巴利伯爵夫人》作为开幕片，是因为这部电影「非常精彩」、「很成功」、「強尼·戴普的表现出色」。

## 觀影反映
在法国电影网站AlloCiné上，有30名影评人给电影打出了3.2分的平均分（满分5分）。烂番茄根据42条评论打出48%的腐烂度，平均得分4.9/10。Metacritic根据13条评论打出51/100的平均分，表示「褒贬不一或口碑平平」。
《巴黎人报》凯瑟琳·鲍尔（Catherine Balle）打出4.5/5星，认为麥雯拍的这部历史片非常成功，非常具有现代感，言之有物。法国《周日日报》给出4/5星，表示“电影用悲情、抒情及传递出强烈现代性、轮廓分明的对话打动人心。面对着麥雯和強尼・戴普這对组合，班杰明·拉维赫尼这才回想起自己的才华」。法国《费加罗报》的艾瑞克·纽霍夫（Eric Neuhoff）给出3/4星，认为电影「非常精彩、非常赏心悦目」，麥雯「值得全场鼓掌 」。加拿大《法语新闻报》的拉娜·穆萨维（Rana Moussaoui）表扬了戴普的法语与表现功力：「在这部取景于法国几座城堡及摄影棚的电影中，戴普用一口近乎完美的法语，以及时而充满爱意、时而欢乐、时而傲娇的表情，给人留下深刻印象」。《首映》杂志的蒂埃麗·切泽（Thierry Chèze）给出3/5星，赞扬麥雯的导演能力，以及她与戴普的表演：「如果说麥雯吸引人之处是俏皮的演绎，以及与其交相辉映的、在珍妮身上的令人心碎的时刻，那么強尼・戴普就是不用把人迷晕，也能主宰这部电影的人，因为他仅凭简单的表情或肢体动作就能透露出很多东西。」他认为戴普扮演的路易十五会「得到铭记」。